# Karadjalovo, Plovdiv
Karadjalovo (în bulgară Караджалово) este un sat în comuna Părvomai, regiunea Plovdiv,  Bulgaria. 

## Demografie
Componența etnică a satului Karadjalovo
     Turci (1,02%)
     Bulgari (77,11%)
     Romi (20%)
     Nicio identificare (1,86%)
La recensământul din 2011, populația satului Karadjalovo era de 1.075 locuitori. Din punct de vedere etnic, majoritatea locuitorilor (77,11%) erau bulgari, existând și minorități de romi (20%) și turci (1,02%). Pentru 1,86% din locuitori nu este cunoscută apartenența etnică.